# Kelapa (onderdistrict)
Kelapa is een onderdistrict (kecamatan) van het Regentschap West-Bangka in het noorden van de Indonesische provincie Bangka-Belitung.

## Verdere onderverdeling
Het onderdistrict Kelapa is anno 2010 verdeeld in 14  kelurahan, plaatsen en dorpen:
- Air Bulin
- Beruas (Kelapa)
- Dendang (Kelapa)
- Kacung
- Kayuarang
- Kelapa (plaats)
- Mancung
- Pangkal Beras
- Pusuk
- Sinar Sari (Kelapa)
- Tebing (Kelapa)
- Terentang (Kelapa)
- Tugang
- Tuik